# Gouvernement Pujol III
Généralité de Catalogne
Pujol II Pujol IV
Le gouvernement Pujol III (en catalan : Govern Pujol (3)) est le gouvernement de la généralité de Catalogne entre le 5 juillet 1988 et le 16 avril 1992, sous la IIIe législature du Parlement.

## Historique du mandat
Ce gouvernement est dirigé par le président de la Généralité nationaliste et libéral sortant, Jordi Pujol. Il est constitué par une coalition entre la Convergence démocratique de Catalogne (CDC) et l'Union démocratique de Catalogne (UDC), baptisée « Convergence et Union » (CiU). Ensemble, ces deux partis disposent de 69 députés sur 135, soit 51,1 % des sièges du Parlement.
Il est formé à la suite des élections parlementaires du 29 mai 1988.
Il succède donc au gouvernement Pujol II, constitué dans les mêmes conditions.

### Formation
Au cours du scrutin parlementaire, Convergence et Union remporte environ 45 % des suffrages exprimés et confirme sa majorité absolue avec 69 députés sur 135, soit un recul de trois sièges en raison notamment d'une abstention plus élevée causée par un excès de confiance quant au résultat.
Lors de la séance d'installation de la IIIe législature le 16 juin suivant, le député de CiU Joaquim Xicoy est élu président avec les voix de son groupe et de l'Alliance populaire (AP). Le 22 juin, Jordi Pujol est investi pour un troisième mandat comme président de la Généralité, recueillant 69 voix pour, 56 voix contre et 9 abstentions : il reçoit la confiance de la seule Convergence et Union, tandis que le Parti socialiste (PSC), Initiative pour la Catalogne (IC) et la Gauche républicaine de Catalogne (ERC) la lui refusent et que l'Alliance populaire et le Centre démocratique et social (CDS) s'abstiennent. Il est assermenté le 4 juillet suivant.
La composition du nouvel exécutif est dévoilée le 4 juillet, juste après la cérémonie de prestation de serment du président de la Généralité. Composée de 12 conseillers, il intègre six nouveaux membres tandis que quatre sortants changent d'attributions. Jordi Pujol provoque la surprise en appelant le président de Convergence Ramon Trias Fargas comme nouveau conseiller à l'Économie, poste dont il a déjà été titulaire, et l'élu municipal de Barcelone Antoni Comas comme nouveau conseiller au Bien-être social, fonction pour laquelle le conseiller à l'Économie sortant Josep Manuel Basañez était pressenti. Le nouveau gouvernement prête serment et entre en fonction le 5 juillet.

### Évolution
Le 22 octobre 1989, alors qu'il participe à un meeting de Convergence et Union pour les élections générales à El Masnou, le conseiller à l'Économie et aux Finances Ramon Trias meurt d'une crise cardiaque à l'âge de 66 ans, recevant un hommage unanime de la classe politique catalane par-delà les étiquettes. Son collège conseiller à l'Industrie Macià Alavedra est chargé quatre jours plus tard d'assumer par intérim la direction du département de l'Économie jusqu'à la nominatio d'un nouveau conseiller. Le journal La Vanguardia dévoile le 12 décembre que Jordi Pujol a décidé de confier définitivement le poste de conseiller à l'Économie à Macià Alavedra, de le remplacer par le porte-parole de CiU au Parlement Antoni Subirà, et de nommer Joan Ignasi Puigdollers conseiller à l'Agriculture à la suite de Josep Miró i Ardèvol, qui avait présenté sa démission trois mois plus tôt. Le remaniement est effectué le 19 décembre et place de nouveau Macià Alavedra au cœur de l'exécutif catalan après son passage au département de la Gouvernance entre 1982 et 1986, tandis c'est finalement Joan Vallvé qui prend le poste de conseiller à l'Agriculture en raison de l'opposition de Miquel Roca à la candidature de Puigdollers.
Le Parlement adopte le 20 mars 1991 à l'unanimité la loi créant le département de l'Environnement, qui doit revenir à Albert Vilalta et recevoir progressivement des compétences jusqu'alors réparties entre les départements de la Politique territoriale, de l'Agriculture, de l'Industrie, de la Santé et du Commerce. Albert Vilalta prête serment et entre en fonction en présence de Jordi Pujol le 8 avril, juste avant la réunion ordinaire du Conseil exécutif.

### Succession
Les élections autonomiques du 15 mars 1992 confirment la majorité absolue de Convergence et Union, assurant à Jordi Pujol un quatrième mandat consécutif à la présidence de la Généralité. Investi le 9 avril par le Parlement,  il forme le 16 avril son quatrième gouvernement.

## Composition

### Initiale (5 juillet 1988)
- Par rapport au gouvernement Pujol II, les nouveaux conseillers sont indiqués en gras, les conseillers ayant changé d'attributions le sont en italique.

| Poste                                                         | Titulaire | Titulaire                                                                                  | Parti |
| ------------------------------------------------------------- | --------- | ------------------------------------------------------------------------------------------ | ----- |
| Président de la Généralité                                    |           | Jordi Pujol i Soley                                                                        | CDC   |
| Conseiller à la Gouvernance                                   |           | Josep Gomis i Martí                                                                        | CDC   |
| Conseiller à l'Économie et aux Finances                       |           | Ramon Trias i Fargas (mort le 22/10/1989) Macià Alavedra i Moner (par intérim, 26/10/1989) | CDC   |
| Conseiller à l'Enseignement                                   |           | Josep Laporte i Salas                                                                      | CDC   |
| Conseiller à la Culture                                       |           | Joan Guitart i Agell                                                                       | CDC   |
| Conseiller à la Santé et à la Sécurité sociale                |           | Xavier Trias i Vidal de Llobatera                                                          | CDC   |
| Conseiller à la Politique territoriale et aux Travaux publics |           | Joaquim Molins i Amat                                                                      | CDC   |
| Conseiller à l'Agriculture, à l'Élevage et à la Pêche         |           | Josep Miró i Ardèvol                                                                       | CDC   |
| Conseiller au Travail                                         |           | Ignasi Farreres i Bochaca                                                                  | UDC   |
| Conseiller à la Justice                                       |           | Agustí Bassols i Parés                                                                     | UDC   |
| Conseiller à l'Industrie et à l'Énergie                       |           | Macià Alavedra i Moner                                                                     | CDC   |
| Conseiller au Commerce, à la Consommation et au Tourisme      |           | Lluís Alegre i Selga                                                                       | UDC   |
| Conseiller au Bien-être social                                |           | Antoni Comas i Baldellou                                                                   | CDC   |

### Remaniement du 20 décembre 1989
- Par rapport à la composition précédente, les nouveaux conseillers sont indiqués en gras, les conseillers ayant changé d'attributions le sont en italique.

| Poste                                                         | Titulaire | Titulaire                         | Parti |
| ------------------------------------------------------------- | --------- | --------------------------------- | ----- |
| Président de la Généralité                                    |           | Jordi Pujol i Soley               | CDC   |
| Conseiller à la Gouvernance                                   |           | Josep Gomis i Martí               | CDC   |
| Conseiller à l'Économie et aux Finances                       |           | Macià Alavedra i Moner            | CDC   |
| Conseiller à l'Enseignement                                   |           | Josep Laporte i Salas             | CDC   |
| Conseiller à la Culture                                       |           | Joan Guitart i Agell              | CDC   |
| Conseiller à la Santé et à la Sécurité sociale                |           | Xavier Trias i Vidal de Llobatera | CDC   |
| Conseiller à la Politique territoriale et aux Travaux publics |           | Joaquim Molins i Amat             | CDC   |
| Conseiller à l'Agriculture, à l'Élevage et à la Pêche         |           | Joan Vallvé i Ribera              | CDC   |
| Conseiller au Travail                                         |           | Ignasi Farreres i Bochaca         | UDC   |
| Conseiller à la Justice                                       |           | Agustí Bassols i Parés            | UDC   |
| Conseiller à l'Industrie et à l'Énergie                       |           | Antoni Subirà i Claus             | CDC   |
| Conseiller au Commerce, à la Consommation et au Tourisme      |           | Lluís Alegre i Selga              | UDC   |
| Conseiller au Bien-être social                                |           | Antoni Comas i Baldellou          | CDC   |
| Conseiller à l'Environnement (créé le 08/04/1991)             |           | Albert Vilalta Gonzalez           | CDC   |